# Кантареллула
Кантаре́ллула (лат. Cantharellula «рюмочка») — род грибов семейства Рядовковые. Впервые был описан микологом Рольфом Зингером в 1936 году. Грибы несъедобные или условно-съедобные.

## Описание
Плодовые тела шляпконожечные, с пластинчатым гименофором.
Грибы рода Cantharellula имеют небольшие (2—5 см в диаметре) плодовые тела с разветвленными пластинками, воронковидными шляпками. Споры грибов белого цвета. Плодоносят как большими группами, так и кругами, рядами. Некоторые представители рода Cantharellula краснеют при повреждении. Цвет серый или фиолетовый. Мякоть белая или красная. Сезон плодоношения — август-ноябрь.

## Представители
- Cantharellula alpina
- Cantharellula humicola
- Cantharellula oregonensis
- Лисичка горбатая (Cantharellula umbonata)typus
- Cantharellula waiporensis